# (2026) Cottrell
(2026) Cottrell (1955 FF; 1951 EL1; 1972 TE1) ist ein Asteroid des Hauptgürtels, der am 30. März 1955 am Goethe-Link-Observatorium im Rahmen des Indiana Asteroid Program, das vom US-amerikanischen Astronom Frank K. Edmondson initiiert wurde, entdeckt wurde.
Der Asteroid wurde nach dem US-amerikanischen Chemiker und Erfinder Frederick Gardner Cottrell (1877–1948) benannt.